# Rhizopogon aurantiacus
Rhizopogon aurantiacus är en svampart som tillhör divisionen basidiesvampar, och som beskrevs av Alexander Hanchett Smith. Rhizopogon aurantiacus ingår i släktet Rhizopogon, och familjen hartryfflar. Arten är reproducerande i Sverige.